# キアラン・クラーク
キアラン・クラーク（Ciaran Clark, 1989年9月26日 - ）は、イングランド・ロンドンハーロウ・ロンドン特別区出身のサッカー選手。ストーク・シティFC所属。アイルランド代表。ポジションはディフェンダー、ミッドフィールダー。
イングランドとアイルランドの代表どちらにもなることが出来る立場であったが、2010年にアイルランド代表を選ぶことを発表した。ファーストネームの「Ciaran」はアイルランド語由来で「キーラン」に近い読みをする(英語のKieran、Kieronなどに相当する)。非英語由来のファーストネームゆえ、キアランやシアラン、シャランなど表記、呼称において揺れがある。

## 経歴

### 生い立ち
ロンドンのハーロウで生まれ、11歳でアストン・ヴィラFCのアカデミーに入る。アカデミーではキャプテンを務めていた。

### アストン・ヴィラ
2009-10シーズンではじめてトップチームに登録され、8月30日のフラムFC戦でデビューした。直後にポジションを争うカーティス・デイヴィスが負傷したため、19歳にしてアストン・ヴィラのスタメンで急遽出場した。2010-11シーズンはジェラール・ウリエ新監督が指揮を取る中、控えの位置は変わらなかったがクラブ内のMFに負傷者が多発したため中盤のポジションでの出場を増やした。2012年8月25日のエヴァートンFC戦でニキツァ・イェラヴィッチへのファールで出場停止処分を受けた。12月8日には在籍4年目で初のトップチームでのキャプテンマークを巻いた。
2013-14シーズンはロン・フラールやアカデミー出身のネイザン・ベイカーが監督のポール・ランバートに重用されたことでベンチ要員に降格する。しかし最終ラインに負傷者がまたしても相次いだことで結果的に28試合に出場した。その一方で彼自身も9枚のイエローカードをもらいわ残留に奮闘した。ちなみに2014年1月にクラークは練習中にチームメイトのリボル・コザークの右足を骨折させてしまい、コザークのプレミアリーグでのキャリアを終わらせてしまった。
2014-15シーズンもランバート監督に冷遇され、フラールが再度負傷した後も出場機会が訪れることはほとんどなかった。しかしその代役であるベイカーも負傷したことで最終ラインに再び返り咲いた。

### ニューカッスル
2016年8月3日、ニューカッスル・ユナイテッドFCと契約を結んだ。初年度はジャマール・ラスセルズとのコンビで出場し、9月13日のクイーンズ・パーク・レンジャーズFC戦で移籍後初得点を挙げた。チームがプレミアリーグに復帰した翌シーズンも主力を張ったが、シーズン後半は新加入のフロリアン・ルジューヌにポジションを奪われた。2018-19シーズンはわずか8試合の出場だったが、それでもチーム4位の3得点を挙げている。

### ストーク・シティ
2023年10月10日、ストーク・シティFCに加入した。

## 代表歴

### イングランド代表からアイルランド代表へ
U-19欧州選手権のため、2008年にイングランド代表に招集されるも大会中に足首を捻挫。2008年にはU-20イングランド代表のキャプテンに任命され、U-20イタリアとの親善試合でゴールをあげた。
しかし、クラークは父方の祖父母と、母がアイルランド出身であることから、アイルランド代表としてプレーすることもできた。当時のU-21アイルランド代表の監督であったドン・ギブンズは、そこに目を付けて彼を説得。2010年、クラークは今後アイルランド代表としてプレーすることを発表した。
2010年11月、アイルランド代表の親善試合（ノルウェー戦）に招集され、2011年2月8日のウェールズ戦でアイルランド代表デビューを果たした。
2013年2月6日のポーランドとの親善試合で代表初得点を記録。

## タイトル

### クラブ
アストン・ヴィラFC
- プレミアアカデミーリーグ：1回 (2007-08)
- ピースカップ：1回 (2009)
- プレミアリザーブリーグ：2回 (2008–09, 2009–10)
- HKFC Phillips Lighting Soccer 7's：1回 (2010)